# Balsa (Ungheria)
Balsa  è un comune dell'Ungheria di 938 abitanti (dati 2001). È situato nella contea di Szabolcs-Szatmár-Bereg.